# Фарли (Ајова)
Фарли (енгл. Farley) град је у америчкој савезној држави Ајова. По попису становништва из 2010. у њему је живело 1.537 становника.

## Демографија
Према попису становништва из 2010. у граду је живело 1.537 становника, што је 203 (15,2%) становника више него 2000. године.
| Група             | 2000.         | 2010.         |
| Белци             | 1.308 (98,1%) | 1.515 (98,6%) |
| Афроамериканци    | 2 (0,1%)      | 1 (0,1%)      |
| Азијати           | 6 (0,4%)      | 0 (0,0%)      |
| Хиспаноамериканци | 13 (1,0%)     | 15 (1,0%)     |
| Укупно            | 1.334         | 1.537         |